# リスナップ
リスナップ（LISNAP）は、藤本康志と土井隆からなる日本の漫才コンビ。
2011年11月結成。大阪市にある芸能プロダクション、合同会社リスナップ所属。

## メンバー
- 藤本康志(ふじもと やすし、1985年5月27日 - )
  - 千葉県浦安市出身。
  - ボケ担当。
  - 身長168cm、A型、既婚。
  - 合同会社リスナップの代表。
  - 関西大学文学部卒業。
  - 大学卒業後は、豊田通商に入社。
  - 退職後、合同会社リスナップを創業した。
- 土井隆(どい たかし、1987年3月20日 - )
  - 滋賀県高島市出身。
  - ツッコミ担当。
  - 身長167cm、B型、2023年7月に結婚。
  - 劇団そとばこまち所属し、役者としても活動。現在は退所。
  - 合同会社リスナップの書記係。
  - 関西大学商学部卒業。
  - 大学卒業後、NTTコミュニケーションズに入社。
  - 藤本に誘われ、退職し合同会社リスナップを創業した。

## 概要
同じ関西大学の落語研究会で先輩後輩のコンビ。
創業当初は、同じ落語研究会の仲間でもあった守本大祐が在籍していたが、2013年6月に落語家に転身。リスナップを脱退し、月亭八方に入門して月亭方気となった。
現在は、道頓堀にある劇場、道頓堀ZAZAにて定期的に開催している30分お笑い劇場に主に出演。
2023年の年間の舞台数は706ステージ。

## 経歴
- 2011年11月1日 - 合同会社リスナップ創業をきっかけに結成。
- 2012年12月 - 土井が劇団そとばこまちに入団。
- 2017年2月より大阪市京橋にて主催ライブ「笑う京橋には福来る」を隔月でスタート。
- 2018年11月、京橋ベロニカにて「リスナップ結成7周年記念ライブ」を開催。
- 2019年4月より、道頓堀ZAZAにて「30分お笑い劇場」を定期開催。
- 2019年11月、道頓堀ZAZA HOUSEにて、「リスナップ結成8周年記念ライブ」を開催。

## メディア出演歴
- SORA×NIWA 「放課後ノイズ　俺の授業をListen Up!」（2015年4月 - 2020年5月、レギュラー）
- NHK（BSプレミアム）「新日本風土記」（道頓堀界わい）
- 毎日放送（MBSテレビ）「ミント！」（特集）
- テレビ大阪「ニュースリアル」（漫才）
- USTREAM あべのハルカス縁活TV（MC）
- USTREAM 京橋TV（MC）
- FM千里「情報ステーション」（2014年4月 - 2015年3月、木曜日担当　レギュラー）
- FM千里「男ならジャンボリー」（2012年4月 - 2014年4月、レギュラー)

## イベント出演歴
- 30分お笑い劇場
- リスナップ8周年記念ライブ
- リスナップ7周年記念ライブ
- 笑う京橋には福来る（主催ライブ）
- 月亭八光 大阪24区落語めぐり （都島区、西区、淀川区）
- 繁昌亭deハナシをノベル
- クロスウォーバー in よしもと漫才劇場
- 第41回・第42回 都島区民祭り本祭・前夜祭（司会）
- ハイアットリージェンシー大阪 漫才ナイト
- いけだラーメンフェスタ2013、2014（司会）
- 劇団そとばこまち公演　『五右衛門』（近鉄アート館）
- メイシアター×ホルマリン兄弟「TOUCHABLES」（吹田市文化会館メイシアター）
- カトハルステージ 第三回公演 『贋作 ヴェニスの商人』(インディペンデントシアター1st) 2021年3月12日〜14日(土井のみ)
- 劇団暇だけどステキ 第33回公演 サイクルクィーン(大阪市立芸術創造館) 2021年9月17日〜19日 (土井のみ)
- 30分お笑い劇場 (in 道頓堀ZAZA劇場Pockets')(主催ライブ)

## ＣＭ
- みるく饅頭かぶきもん（茜丸本舗・土井のみ）